# Ernest Flammarion
Ernest Flammarion (Montigny-le-Roi, 26 maggio 1846 – Parigi, 22 gennaio 1936) è stato un editore francese.
Flammarion fu il fondatore delle edizioni Flammarion-Marpon, poi diventate Flammarion Editions.

## Biografia
Ernest Flammarion fu il secondo di quattro fratelli, di cui il maggiore, Camille Flammarion, divenne un famoso astronomo.
Ha iniziato nel 1867 come commesso nella libreria di M. Didier a Parigi grazie alla raccomandazione di suo fratello Camille.

### Fondazione delle edizioni Flammarion
Ernest è noto per la casa editrice da lui fondata in collaborazione con la libreria Charles Marpon nel 1876; la libreria e le Edizioni Flammarion-Marpon si trovavano nella Galleria dell'Odéon e a Rue Racine a Parigi. Il successo di questa impresa è dovuto al successo commerciale di "L'Astronomie populaire", un libro che suo fratello pubblicò nel 1878 e che divenne un "best seller" alla fine del 19 ° secolo.
Successivamente, le Edizioni Flammarion si sono poi indirizzate anche verso la letteratura, pubblicando una serie di classici moderni: (Stendhal, Balzac, Gustave Flaubert, Zola, Maupassant, Jules Renard) o più popolari come Hector Malot. Il catalogo è vario e copre praticamente tutti i settori editoriali con una predilezione per le pubblicazioni scientifiche e umanistiche popolari.

### Il Gruppo Flammarion dopo la morte del fondatore
La casa rimase proprietà della famiglia, guidata dal figlio di Ernest, Charles, e da suo nipote, Henri Flammarion che prese il comando in 1967. L'ultimo discendente della famiglia, Charles-Henri Flammarion, gestì l'azienda tra il 1985 e il 2000, quando passò sotto il controllo del gruppo italiano RCS.